# ラムパーン県

ラムパーン県
จังหวัดลำปาง

- この項目は英語版を元に作成されています。

ラムパーン県（ラムパーンけん、タイ語: จังหวัดลำปาง）はタイ・北部にある県（チャンワット）の一つ。チエンラーイ県、パヤオ県、プレー県、スコータイ県、ターク県、ラムプーン県、チエンマイ県と接する。旧名はケラーン・ナコーン。日本語標記では、ランパーン県、ランパン県とも言う。

## 地理
ラムパーン県内にはワン川が流れその平地を取り囲むように山地がある。
ランパン市周辺の山地では陶石、粘土、褐炭を豊富に産出するため鉱業が盛んである。またこれらを原料にした窯業が盛んである。ムアンラムパーン郡とコカー郡には200を越える陶磁器製造工場が散在している。主な製品は植木鉢や人形などの調度品、タイルや飾柱などの建築資材、食器など。
県内メーモ郡では地下に褐炭（リグナイト）が豊富に埋蔵されており、これを露天掘りで採掘すると共に鉱山上にタイ最大の火力発電所を建設し、採掘後直ちに燃料として使用している。
県内チェーホム郡には、県内で産出される褐炭と石灰石を使ったタイ北部では最大のコンクリートプラントがある。
農業は稲作の他、パイナップルの生産が盛んである。

## 歴史
7世紀からラムパーンはモン族のハリプンチャイ王国の都市として機能していた。11世紀にはカンボジア人に取って代わられ、その後1292年（タイ仏暦1835年）、ラーンナータイ王国のマンラーイ王時代にはタイ人の王朝に取って代わられた。しかし、その後ミャンマーの占領下に置かれた。カーウィラ王によって1774年（タイ仏暦2317年）再びタイの一部となった。

## 県章

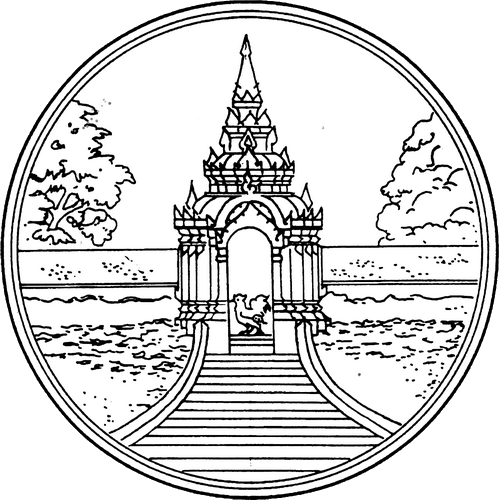
県章

県章はワット・プラタートルワンの白い祠がデザインされている。地元の伝承ではブッダがここを訪れたときに、地元の人がブッダを歓迎する場所がないことにイン神（インドラ神、帝釈天）が気づき、イン神は変身してこの白い棟に代わったのだという。

県木は Holoptelea integrifolia、県花はヘリコニア（Heliconia sp.）。

## 行政区
ラムパーン県は13の郡（アムプー）に分けられ、その下に100の町（タムボン）と855の村（ムーバーン）がある。
| ラムパーン県の郡 | 1. ムアンラムパーン郡 2. メーモ郡 3. コカー郡 4. スームガーム郡 5. ガーオ郡 6. チェーホム郡 7. ワンヌア郡 8. トゥーン郡 9. メープリック郡 10. メータ郡 11. ソッププラープ郡 12. ハーンチャット郡 13. ムアンパーン郡 |